# Helén Söderqvist
Helén Söderqvist, född 3 september 1958 i Luleå, är en svensk skådespelare, även känd under sitt tidigare namn Helén Söderqvist Henriksson. 
Helén Söderqvist utbildade sig vid Malmö scenskola 1984–1987. Hon känns för TV-publiken igen som prästen Berit i Hem till byn där hon medverkade i alla omgångar från 1990 fram till 2006.

## Filmografi (urval)
- 1989 – Förhöret
- 1990 – Hem till byn (TV-serie) (till och med 2006)
- 1991 – Den ofrivillige golfaren
- 1993 – Blank päls och starka tassar (TV-serie)
- 1996 – Jägarna
- 1999 – Noll tolerans
- 2000 – Det nya landet
- 2005 – Som man bäddar
- 2006 – När mörkret faller
- 2007 – Gynekologen i Askim (TV-serie)
- 2008 – Eldsdansen (film)
- 2009 – Johan Falk – Leo Gaut
- 2009 – Till det som är vackert
- 2009 – 183 dagar (TV-serie)
- 2010 – Farsan
- 2010 – Ond tro
- 2011 – Irene Huss - Den som vakar i mörkret
- 2012 – Hinsehäxan (TV-serie)
- 2013 – Tyskungen
- 2013 – Molanders (TV-serie)
- 2014 – Blå ögon (TV-serie)
- 2017 – Saltön (TV-serie)
- 2020 – Rebecka Martinsson (TV-serie)